# Alejandro Tosco Castro
Alejandro Tosco Castro (Santa Cruz de Tenerife, 1975) es un artista plástico y gestor cultural español. Es conocido fundamentalmente como pintor y escultor, aunque también trabaja en otras disciplinas como el muralismo, el diseño de modas, joyas, cerámica y la ilustración. Además, es cónsul honorario de Guatemala en España.

## Biografía
Alejandro Tosco nació en Santa Cruz de Tenerife en 1975, en el seno de una familia vinculada al arte.
Debutó en 1994 en una exposición colectiva y celebró su primera muestra individual en el año 2000, en el Real Casino de Tenerife.
En 2006 acude al VI Festival Internacional de Arte de Tokio exponiendo algunas de sus creaciones en  Sala Towa Gallery de Ginza, participación que repite en la siguiente edición. Ese 2007 expone ocho obras, inspiradas en los líquenes de las piedras volcánicas, en el Festival Internacional de Arte de Nueva York.
En 2012, recibió el premio "Paul Harris" del Rotary Club de Santa Cruz de Tenerife por su apoyo a causas sociales.
El Ayuntamiento de Santa Cruz de Tenerife encargó a Tosco el diseño del cartel del Carnaval 2015. La obra presentada por el artista, un óleo sobre lienzo bajo el título de 'Coral de Carnaval', generó cierta polémica.
En octubre de 2016 inauguró en la Galería Lelia Mordoch de Miami la exposición "Atlántico Referencial".
En 2017 expuso su muestra "Atlantic" en la University Museum and Art Gallery de  Hong Kong.  
En 2018 inaugura "Al azul del arcángel" exposición conjunta con Marily Torres en el Museo de Arte Sacro de Querétaro.
Alejandro Tosco  es miembro de la Asociación Cultural Alexander Von Humboldt (ACH), una entidad cultural dedicada a la difusión de la figura del naturalista alemán. En 2019 participó en los actos conmemorativos del 250º aniversario del nacimiento del naturalista alemán organizados por la ACH y el Cabildo de Tenerife, en colaboración con Loro Parque, presentando una obra pictórica elaborada expresamente para la ocasión. En el marco de la misma conmemoración la Asociación Cultural Alexander von Humboldt de Tenerife y la Asociación Humboldt de Ecuador organizaron conjuntamente un ciclo de actividades que incluía la exposición “De Sur a Sur" de Tosco que se pudo ver en La Orotava y en Quito.
En marzo de 2020 ganó las elecciones para presidir el Círculo de Bellas Artes de Santa Cruz de Tenerife durante los siguientes cuatro años. La prioridad de su mandato fue recuperar su sede, cerrada por deficiencias de seguridad en 2018,  la institución cultural permaneció prácticamente sin actividad desde entonces.
En julio de 2023, el artista tinerfeño expuso "Madre Tierra" en la Obispo Art Gallery de La Habana, un total de veintidós obras de inspiración marina.
En 2025 se presentó "Naturaleza pictórica: reflexiones de arte y naturaleza para fauna, flora y gea de Canarias", libro del que Alejandro Tosco es coautor junto a Fátima Hernández Martín, directora del Museo de Ciencias Naturales de Tenerife.

## Estilo artístico
Sus temas giran en torno al paisaje atlántico, el patrimonio natural y el vínculo entre el ser humano y la naturaleza. Su obra se caracteriza por una pintura densa y matérica, con un enfoque abstracto que remite a paisajes subacuáticos y elementos naturales de las islas. Algunos críticos han destacado su diálogo con la tradición artística canaria y su conciencia ecológica.

## Obras

### Esculturas

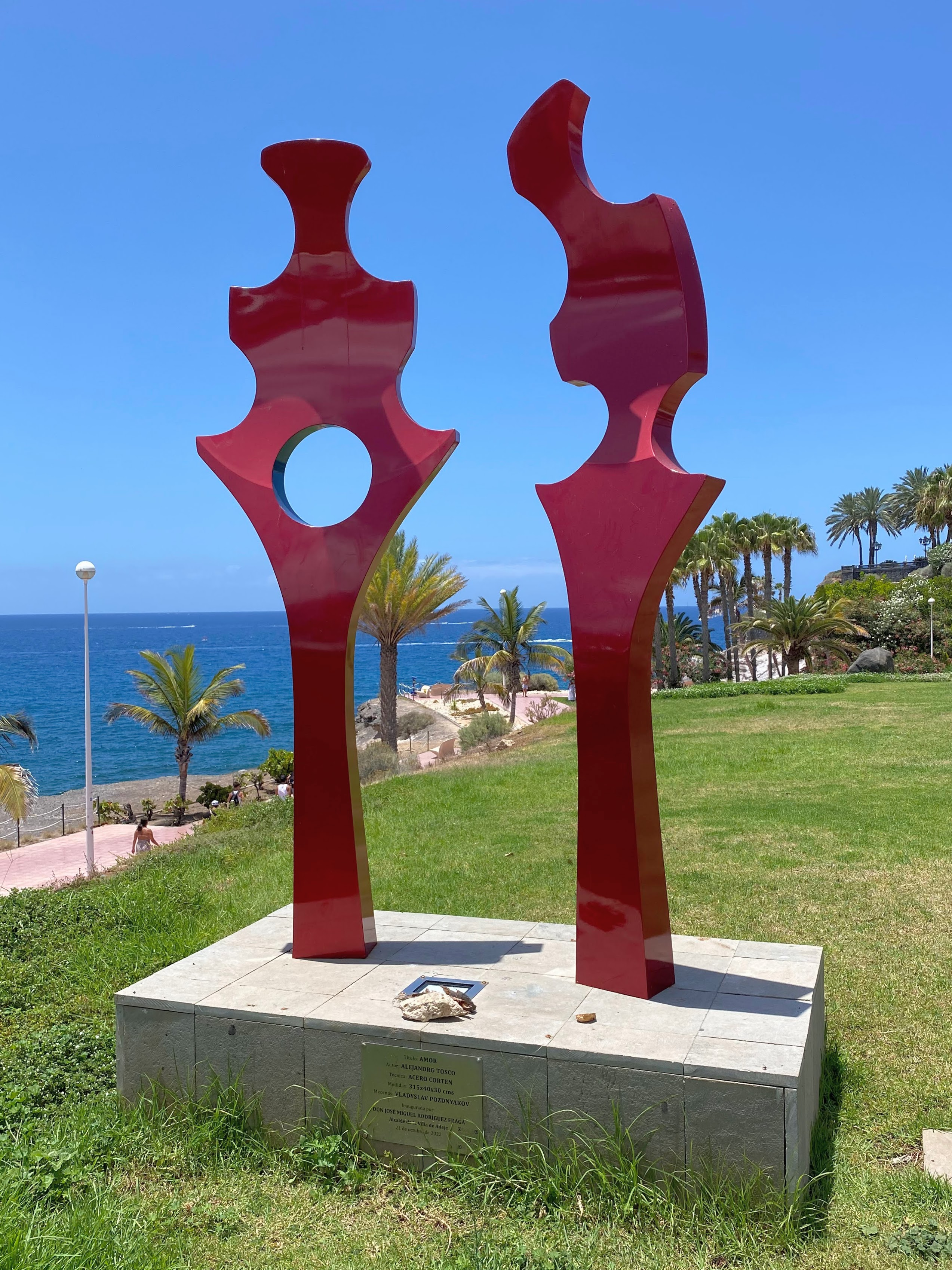
Su escultura titulada "Amor" inaugurada en el Parque La Fresa de Adeje en 2022

Alejandro Tosco ha creado esculturas monumentales para espacios públicos localizadas en varias localidades de su isla natal:
- Escultura 5 metros x 4,5 metros. Por el 40 aniversario de la exposición de esculturas en la calle 1973 – 2013, Santa Cruz de Tenerife.
- Pez Hoja, Puerto de la Cruz.
- Amor, Costa Adeje (2022).[17][18]
- Santo Hermano Pedro, Camino de Santidad, homenaje a Pedro de San José de Betancur, Vilaflor de Chasna (2024).[19]

Su escultura "Fuerza Volcánica” sirve como galardón a las ganadoras de los Premios Más Mujer que entrega la revista del mismo nombre.

### Murales
- Engranaje, Hospital Universitario de Canarias, San Cristóbal de La Laguna (2011).
- Salinas 1 y Salinas 2, Hospital Universitario Nuestra Señora de Candelaria, Santa Cruz de Tenerife (2012).[21]
- Paisaje lunar, Hospital del norte, Icod de los Vinos (2013).[22]
- Charco azul, mural de cerámica en edificio privado (2013).[23]

### Libros
- "Naturaleza pictórica: reflexiones de arte y naturaleza para fauna, flora y gea de Canarias", coautor junto a Fátima Hernández Martín (2025).